# 대한민국의 국세청장
국세청장(國稅廳長)은 국세청을 대표하는 직위로, 차관급 정무직공무원으로 보한다.

## 임명
- 국세청장은 대통령이 임명한다.
- 국회는 임명에 대한 인사청문회를 실시한다.

## 역할
- 각 행정기관의 장은 소관사무를 통할하고 소속공무원을 지휘·감독한다.
- 국세청장은 내국세의 부과·감면 및 징수에 관한 사무를 관장한다.

## 역대 청장

### 국세청장
| 정부        | 대수           | 이름                             | 임기                             | 비고                                                                 |
| ----------- | -------------- | -------------------------------- | -------------------------------- | -------------------------------------------------------------------- |
| 제3공화국   | 초대           | 이낙선(李洛善)                   | 1966년 2월 28일~1969년 10월 21일 |                                                                      |
| 제3공화국   | 2대            | 오정근(吳定根)                   | 1969년 10월 22일~1973년 3월 8일  |                                                                      |
| 제4공화국   | 2대            | 오정근(吳定根)                   | 1969년 10월 22일~1973년 3월 8일  |                                                                      |
| 3대         | 고재일(高在一) | 1973년 3월 9일~1978년 12월 22일  |                                  |                                                                      |
| 4대         | 김수학(金壽鶴) | 1978년 12월 26일~1982년 5월 20일 |                                  |                                                                      |
| 제5공화국   | 김수학(金壽鶴) | 1978년 12월 26일~1982년 5월 20일 |                                  |                                                                      |
| 5대         | 안무혁(安武赫) | 1982년 5월 21일~1987년 5월 26일  |                                  |                                                                      |
| 6대         | 성용욱(成鎔旭) | 1987년 5월 27일~1988년 3월 4일   |                                  |                                                                      |
| 노태우 정부 | 7대            | 서영택(徐榮澤)                   | 1988년 3월 5일~1991년 12월 20일  |                                                                      |
| 노태우 정부 | 8대            | 추경석(秋敬錫)                   | 1991년 12월 21일~1993년 3월 3일  |                                                                      |
| 김영삼 정부 | 9대            | 추경석(秋敬錫)                   | 1993년 3월 4일~1995년 12월 20일  |                                                                      |
| 김영삼 정부 | 10대           | 임채주(林采柱)                   | 1995년 12월 21일~1998년 3월 8일  |                                                                      |
| 김대중 정부 | 11대           | 이건춘(李建春)                   | 1998년 3월 9일~1999년 5월 23일   |                                                                      |
| 김대중 정부 | 12대           | 안정남(安正男)                   | 1999년 5월 26일~2001년 9월 7일   |                                                                      |
| 김대중 정부 | 13대           | 손영래(孫永來)                   | 2001년 9월 10일~2003년 3월 23일  |                                                                      |
| 노무현 정부 | 14대           | 이용섭(李庸燮)                   | 2003년 3월 24일~2005년 3월 14일  |                                                                      |
| 노무현 정부 | 15대           | 이주성(李周成)                   | 2005년 3월 15일~2006년 6월 29일  |                                                                      |
| 노무현 정부 | 16대           | 전군표(全君杓)                   | 2006년 7월 18일~2007년 11월 7일  | 특정범죄가중처벌법상 뇌물수수 혐의로 현직 국세청장으로는 최초로 구속 |
| 노무현 정부 | 17대           | 한상률(韓相律)                   | 2007년 11월 30일~2009년 1월 19일 |                                                                      |
| 이명박 정부 | 17대           | 한상률(韓相律)                   | 2007년 11월 30일~2009년 1월 19일 |                                                                      |
| -           | 허병익(許炳翊) | 2009년 1월 20일~2009년 7월 15일  | 직무 대행                        |                                                                      |
| 18대        | 백용호(白容鎬) | 2009년 7월 16일~2010년 7월 16일  |                                  |                                                                      |
| 19대        | 이현동(李炫東) | 2010년 8월 30일~2013년 3월 26일  |                                  |                                                                      |
| 박근혜 정부 | 20대           | 김덕중(金德中)                   | 2013년 3월 27일~2014년 8월 19일  |                                                                      |
| 박근혜 정부 | 21대           | 임환수(林煥守)                   | 2014년 8월 19일~2017년 6월 28일  |                                                                      |
| 문재인 정부 | 22대           | 한승희(韓昇熙)                   | 2017년 6월 29일~2019년 6월 27일  |                                                                      |
| 문재인 정부 | 23대           | 김현준(金鉉峻)                   | 2019년 6월 28일~2020년 8월 21일  |                                                                      |
| 문재인 정부 | 24대           | 김대지(金大地)                   | 2020년 8월 21일~2022년 6월 13일  |                                                                      |
| 윤석열 정부 | 25대           | 김창기(金昌基)                   | 2022년 6월 13일~2024년 7월 19일  |                                                                      |
| 윤석열 정부 | 26대           | 강민수(姜旼秀)                   | 2024년 7월 19일~2025년 7월 23일  |                                                                      |
| 이재명 정부 | 27대           | 임광현(林光鉉)                   | 2025년 7월 23일~                 |                                                                      |

## 같이 보기
- 국세청
- 국세청 차장